# Amoebochytrium rhizidioides
Amoebochytrium rhizidioides är en svampart som beskrevs av Zopf 1884. Amoebochytrium rhizidioides ingår i släktet Amoebochytrium och familjen Cladochytriaceae.   Inga underarter finns listade i Catalogue of Life.